# 河谷鎮
河谷鎮（Dale）是托爾金奇幻小說中土大陸裡的一個城鎮。
在《哈比人歷險記》裡，河谷鎮是位於賽爾督因河（Celduin）上的一個人類城鎮，於孤山（Lonely Mountain）及長湖（Long Lake）之間。河谷鎮一直被吉瑞安（Girion）統治，直至第三紀元2770年被惡龍史矛革（Smaug）破壞。

## 地理歷史
河谷鎮位於孤山附近。由於孤山受史矛革控制，以致河谷鎮被荒廢多年。哈比人比爾博·巴金斯（Bilbo Baggins）及其矮人伙伴搗破史矛革的巢穴並發掘矮人寶藏，以及五軍之戰（Battle of Five Armies）結束後，河谷鎮才重新成為聚居地。而長湖鎮（Esgaroth）的人類首領巴德（Bard）亦殺死史矛革。五軍之戰亦是由於爭奪史矛革的寶藏而爆發。局勢穩定後。矮人重建了他們在孤山的王國，河谷鎮也成為人類除了長湖鎮外的居所。
魔戒聖戰（War of the Ring）期間，河谷鎮遭受魔多半獸人（Mordor）及東方人（Easterlings）的劫掠。河谷鎮的居民都進入孤山避難，在這裡爆發河谷镇之役（Battle of Dale），矮人國王丹恩二世·鐵足（Dáin II Ironfoot）和河谷鎮國王布蘭德（Brand）戰死，河谷鎮被圍攻。但是索倫（Sauron）失敗後，河谷鎮之圍解除，河谷鎮再次重建。
巫師甘道夫（Gandalf）對河谷鎮的建設極有幫助，他促使了擊殺史矛革的任務並對此提供協助。有人說他料到即將來臨的戰爭，於是嘗試剷除後患。他知道是因為在《哈比人歷險記》中，他注視到北方的不利狀況，他也考慮到索倫可能利用史矛革進行破壞，於是決定擊殺史矛革。

## 歷任國王
- 吉瑞安（Girion）：於《哈比人歷險記》中簡要提及。原為河谷鎮的國王，當史矛革現身破壞城鎮與孤山（Erebor）邊境時試圖以黑箭殺死牠，但並無成功。而他的兒子則帶著母親和一支黑箭逃離。於彼得·傑克森的《哈比人電影系列》中由路克·伊凡斯飾演，同時他也飾演神射手巴德。

- 長湖神射手巴德（Bard the Bowman）：後被稱為巴德一世（Bard I），主要出現於《哈比人歷險記》中。為長湖鎮的一位神箭手與吉瑞安的後裔，河谷鎮最後一任國王繼承人。他常被形容為「冷酷面孔」。在利用黑箭殺死史矛革的巴德成為人們的英雄，但他並沒有佔據長湖鎮，堅持要與鎮長共同工作。後將大量金錢交給鎮長，但後來鎮長捲款潛逃，在長湖鎮重建完成後，巴德成為河谷鎮的國王。於彼得·傑克森的《哈比人電影系列》中由路克·伊凡斯飾演。
- 貝恩（Bain）：神射手巴德的兒子與繼承人。於彼得·傑克森的《哈比人電影系列》中由約翰·貝爾飾演。

- 布蘭德（Brand）：貝恩的兒子與繼承人，神射手巴德的孫子。

- 巴德二世（Bard II）：布蘭德的兒子與繼承人，神射手巴德的曾孫。

## 改編描述
彼得·傑克森的哈比人電影中，第一部《哈比人：意外旅程》和第二部《哈比人：荒谷惡龍》的倒敘場景中皆有呈現了河谷鎮被惡龍毀滅的畫面。第三部《哈比人：五軍之戰》裡，巴德領導的長湖鎮難民和精靈王瑟蘭督伊的軍隊皆駐紮於河谷鎮的廢墟之中；當五軍之戰發生時，在河谷鎮內亦展開了激烈的巷戰。
電影劇組於紐西蘭威靈頓附近的克勞福德山上搭建了河谷鎮的佈景，共動用二百名木匠、花了十二個星期才建成。概念設計師約翰·豪威與艾倫·李將河谷鎮的建築融合了西藏、托斯卡納和東歐等地的風格，約翰·豪威說：「從西藏到尼泊爾再到北義大利。當人們来參觀我們在克勞福德山上的布景时，每個人都會回想起一個不同的地方」。美術指導丹·漢納則形容說：「那裡有著各種不同種類的葡萄和果樹，感覺就很像一个托斯卡納的山村，但是我们精心融入了一點點尼泊爾的文化」。在劇組拍攝惡龍摧毀後的河谷鎮前，美術團隊重整了河谷鎮的佈景，讓這個城市變得破舊，並覆蓋著大雪，地上甚至還有風乾的人類遺體。